# 紅膠木
红胶木（学名：Lophostemon confertus）为桃金娘科红胶木属下的一个种。
原產澳洲，為常綠喬木，較宜在蔭蔽而疏散的土壤中生長，能抑減林地雜草生長，遭山火焚燒後再生能力很強。在香港，紅膠木與台灣相思和濕地松合稱香港「植林三寶」。
大葉桉（桉屬）和紅膠木（紅膠木屬）都是常見的植林樹木，樹皮，樹葉，果實都有近似的地方．不過大葉桉葉片有桉樹的特有氣味。
葉互生，末端輪生。